# Georgina García Pérez
Georgina García Pérez (Barcellona, 13 maggio 1992) è una tennista spagnola.

## Carriera
Georgina García Pérez ha vinto 12 titoli in singolare e 21 titoli nel doppio nel circuito ITF in carriera. Il 5 novembre 2018 si piazza al best ranking in singolare al 124, mentre il 3 febbraio 2020 sale alla posizione numero 71, suo miglior piazzamento in doppio.
Nel 2018 ha conquistato il primo titolo WTA della carriera in doppio insieme a Fanny Stollár, imponendosi all'Hungarian Ladies Open di Budapest. In questa stessa occasione ha inoltre stabilito il record per il servizio più veloce nel tennis femminile, servendo una prima a 220 km/h.

## Statistiche WTA

### Doppio

#### Vittorie (2)
| Legenda               |
| --------------------- |
| Grande Slam (0)       |
| Ori Olimpici (0)      |
| WTA Finals (0)        |
| Premier Mandatory (0) |
| Premier 5 (0)         |
| Premier (0)           |
| International (1)     |

| N. | Data             | Torneo                          | Superficie  | Compagna      | Avversarie in finale             | Punteggio        |
| 1. | 25 febbraio 2018 | Hungarian Ladies Open, Budapest | Cemento (i) | Fanny Stollár | Kirsten Flipkens Johanna Larsson | 4-6, 6-4, [10-3] |

#### Sconfitte (2)
| Legenda               |
| --------------------- |
| Grande Slam (0)       |
| Argenti Olimpici (0)  |
| WTA Finals (0)        |
| Premier Mandatory (0) |
| Premier 5 (0)         |
| Premier (0)           |
| International (2)     |

| N. | Data          | Torneo                                              | Superficie  | Compagna           | Avversarie in finale                            | Punteggio |
| 1. | 4 maggio 2018 | Grand Prix SAR La Princesse Lalla Meryem, Rabat     | Terra rossa | Fanny Stollár      | Anna Blinkova Ioana Raluca Olaru                | 4-6, 4-6  |
| 2. | 3 maggio 2019 | Grand Prix SAR La Princesse Lalla Meryem, Rabat (2) | Terra rossa | Oksana Kalašnikova | María José Martínez Sánchez Sara Sorribes Tormo | 5-7, 1-6  |

## Circuito WTA 125

### Doppio

#### Vittorie (1)
| N. | Data             | Torneo                         | Superficie  | Compagna            | Avversarie in finale                      | Punteggio   |
| 1. | 22 dicembre 2019 | Engie Open de Limoges, Limoges | Cemento (i) | Sara Sorribes Tormo | Ekaterina Aleksandrova Oksana Kalašnikova | 6-2, 7-6(3) |

## Statistiche ITF

### Singolare

#### Vittorie (12)
| Torneo $100.000 (0) |
| Torneo $80.000 (0)  |
| Torneo $75.000 (0)  |
| Torneo $60.000 (1)  |
| Torneo $50.000 (0)  |
| Torneo $40.000 (0)  |
| Torneo $25.000 (6)  |
| Torneo $15.000 (1)  |
| Torneo $10.000 (4)  |

| N.  | Data              | Torneo                                                          | Superficie  | Avversaria in finale       | Punteggio         |
| 1.  | 20 aprile 2015    | ITF Women's Circuit Ponta Delgada, Ponta Delgada                | Cemento     | Kelly Versteeg             | 6–2, 6–1          |
| 2.  | 11 maggio 2015    | Torneo Internacional de Tenis Femenino Ciudad de Monzón, Monzón | Cemento     | Cristina Sánchez Quintanar | 6–4, 6–2          |
| 3.  | 22 agosto 2016    | Bük Open, Bük                                                   | Terra rossa | Gabriela Pantůčková        | 6–3, 6–0          |
| 4.  | 31 ottobre 2016   | ITF Women's Circuit Casablanca, Casablanca                      | Terra rossa | Fatma Al-Nabhani           | 6–4, 3–6, 6–2     |
| 5.  | 14 novembre 2016  | ITF Women's Circuit Rabat, Rabat                                | Terra rossa | Fatma Al-Nabhani           | 6–3, 2–6, 6–1     |
| 6.  | 12 febbraio 2017  | Hammamet Open, Hammamet                                         | Terra rossa | Jil Teichmann              | 7–5, 6–2          |
| 7.  | 12 maggio 2017    | Torneo Internacional de Tenis Femenino Ciudad de Monzón, Monzón | Cemento     | Marie Bouzková             | 6–1, 6–3          |
| 8.  | 21 maggio 2017    | Torneo Femenino La Bisbal d'Empordà, La Bisbal d'Empordà        | Terra rossa | Estrella Cabeza Candela    | 6–2, 0–6, 6–4     |
| 9.  | 16 dicembre 2017  | LIC ITF Women's Tennis Championships, Pune                      | Cemento     | Katy Dunne                 | 6–4, 7–5          |
| 10. | 28 gennaio 2018   | Open GDF SUEZ 42, Andrézieux-Bouthéon                           | Cemento (i) | Arantxa Rus                | 6-2, 6-0          |
| 11. | 13 settembre 2020 | Figueira da Foz Ladies Open, Figueira da Foz                    | Cemento     | Beatriz Haddad Maia        | 6(10)-7, 7-5, 6-4 |
| 12. | 4 ottobre 2020    | Porto Open, Porto                                               | Cemento     | Francisca Jorge            | 1-6, 6-4, 6-3     |

#### Sconfitte (8)
| Torneo $100.000 (0) |
| Torneo $80.000 (0)  |
| Torneo $75.000 (0)  |
| Torneo $60.000 (0)  |
| Torneo $50.000 (0)  |
| Torneo $40.000 (0)  |
| Torneo $25.000 (4)  |
| Torneo $15.000 (1)  |
| Torneo $10.000 (3)  |

| N. | Data              | Torneo                                                      | Superficie  | Avversaria in finale  | Punteggio            |
| 1. | 17 maggio 2009    | Torneo Isla Fuerteventura, Fuerteventura                    | Sintetico   | Lena-Marie Hofmann    | 5–7, 4–6             |
| 2. | 29 giugno 2014    | ITF Women's Circuit Melilla, Melilla                        | Cemento     | Lucía Cervera Vázquez | 6–4, 6(5)–7, 6(14)–7 |
| 3. | 15 aprile 2015    | ITF Women's Circuit Ponta Delgada, Ponta Delgada            | Cemento     | Julie Coin            | 0–6, 1–6             |
| 4. | 6 settembre 2015  | Ciudad de Barcelona, Barcellona                             | Terra rossa | Myrtille Georges      | 3-6, 6(3)-7          |
| 5. | 23 aprile 2017    | Forte Village International Tournament, Pula                | Terra rossa | Valentina Ivachnenko  | 5-7, 3-6             |
| 6. | 7 maggio 2017     | Torneo Feminino de Lleida, Lleida                           | Terra rossa | Olga Sáez Larra       | 4–6, 6(6)–7          |
| 7. | 27 settembre 2020 | Zubr Cup, Přerov                                            | Terra rossa | Grace Min             | 3-6, 6-0, 5-7        |
| 8. | 7 maggio 2023     | Torneig Internacional Femeni de Pola Giverola, Tossa de Mar | Sintetico   | Francesca Curmi       | 2-6, 6(2)-7          |

### Doppio

#### Vittorie (21)
| Torneo $100.000 (3) |
| Torneo $80.000 (0)  |
| Torneo $75.000 (0)  |
| Torneo $60.000 (1)  |
| Torneo $50.000 (0)  |
| Torneo $40.000 (0)  |
| Torneo $25.000 (14) |
| Torneo $15.000 (0)  |
| Torneo $10.000 (3)  |

| No. | Data              | Torneo                                                          | Superficie      | Compagna                  | Avversarie in finale                  | Punteggio           |
| 1.  | 26 settembre 2011 | Torneo Internacional Femenino Villa de Madrid, Madrid           | Terra rossa     | Rocío de la Torre Sánchez | Kiki Bertens Elyne Boeykens           | 5–7, 6–4, [10–8]    |
| 2.  | 10 novembre 2014  | ITF Women's Circuit Casablanca, Casablanca                      | Terra rossa     | Olga Parres Azcoitia      | Tea Faber Silvia Njirić               | 6–2, 6–4            |
| 3.  | 17 novembre 2014  | ITF Women's Circuit Casablanca, Casablanca                      | Terra rossa     | Olga Parres Azcoitia      | Manisha Foster Lisa Sabino            | 1–6, 7–6(2), [10–7] |
| 4.  | 11 maggio 2015    | Torneo Internacional de Tenis Femenino Ciudad de Monzón, Monzón | Cemento         | Olga Parres Azcoitia      | Başak Eraydın Francesca Stephenson    | 6–4, 6–2            |
| 5.  | 10 luglio 2016    | Europe Tennis Center Ladies Open, Budapest                      | Terra rossa     | Ema Burgić Bucko          | Lenka Kunčíková Karolína Stuchlá      | 6–4, 2–6, [12–10]   |
| 6.  | 22 agosto 2016    | Bük Open, Bük                                                   | Terra rossa     | Fanny Stollár             | Dalma Gálfi Réka Luca Jani            | 6–3, 7–6(4)         |
| 7.  | 29 agosto 2016    | Torneo Feminino de Barcellona, Barcellona                       | Terra rossa     | Andrea Gámiz              | Alice Matteucci Jil Teichmann         | 6–2, 7–5            |
| 8.  | 26 settembre 2016 | Open GDF SUEZ Clermont-Ferrand, Clermont-Ferrand                | Cemento (i)     | Olga Sáez Larra           | Manon Arcangioli Silvia Njirić        | 6–2, 3–6, [10–2]    |
| 9.  | 15 aprile 2017    | Forte Village International Tournament, Pula                    | Terra rossa     | Bernarda Pera             | Cristiana Ferrando Camilla Rosatello  | 6–4, 6–3            |
| 10. | 6 maggio 2017     | Torneo Feminino de Lleida, Lleida                               | Terra rossa     | Andrea Gámiz              | Vera Lapko Aleksandrina Najdenova     | 6–1, 4–6, [10–8]    |
| 11. | 12 maggio 2017    | Torneo Internacional de Tenis Femenino Ciudad de Monzón, Monzón | Cemento         | Andrea Gámiz              | Sofia Šapatava Valerija Strachova     | 6–3, 6–4            |
| 12. | 22 dicembre 2017  | Ganesh Naik ITF Women's Tennis Tournament, Navi Mumbai          | Cemento         | Diāna Marcinkēviča        | Pranjala Yadlapalli Tamara Zidanšek   | 6–0, 6–1            |
| 13. | 7 aprile 2019     | Óbidos Ladies Open, Óbidos                                      | Sintetico       | Cristina Bucșa            | Sofia Šapatava Emily Webley-Smith     | 7-5, 7-5            |
| 14. | 14 luglio 2019    | Open 88 Contrexéville, Contrexéville                            | Terra rossa     | Oksana Kalašnikova        | Anna Danilina Eva Wacanno             | 6-3, 6-3            |
| 15. | 4 agosto 2019     | Knoll Open, Bad Saulgau                                         | Terra rossa     | Sara Sorribes Tormo       | Ksenija Laskutova Marina Mel'nikova   | 6-3, 6-1            |
| 16. | 26 ottobre 2019   | Kiskút Open, Székesfehérvár                                     | Terra rossa (i) | Fanny Stollár             | Nina Potocnik Nika Radisič            | 6-1, 7-6(4)         |
| 17. | 2 novembre 2019   | Centenario Open, Asunción                                       | Terra rossa     | Andrea Gámiz              | Anna Danilina Conny Perrin            | 6-4, 3-6, [10-3]    |
| 18. | 26 marzo 2022     | Open du Havre, Le Havre                                         | Terra rossa (i) | Cristina Bucșa            | Diāna Marcinkēviča Chiara Scholl      | 6-4, 6-3            |
| 19. | 6 maggio 2023     | Torneig Internacional Femeni de Pola Giverola, Tossa de Mar     | Sintetico       | Conny Perrin              | Martha Matoula Arina Vasilescu        | 4-6, 6-3, [10-7]    |
| 20. | 3 giugno 2023     | Open Internacional Femenino, Yecla                              | Cemento         | Katarina Kozarov          | Nicole Fossa Huergo Matilda Mutavdzic | 6-3, 6-4            |
| 21. | 17 giugno 2023    | Guimarães Ladies Open, Guimarães                                | Cemento         | Petra Hule                | Francisca Jorge Matilde Jorge         | 6-4, 7-5            |

#### Sconfitte (16)
| Torneo $100.000 (1) |
| Torneo $80.000 (0)  |
| Torneo $75.000 (0)  |
| Torneo $60.000 (2)  |
| Torneo $50.000 (0)  |
| Torneo $40.000 (0)  |
| Torneo $25.000 (5)  |
| Torneo $15.000 (0)  |
| Torneo $10.000 (8)  |

| No. | Data              | Torneo                                                                 | Superficie      | Compagna                  | Avversarie in finale                   | Punteggio         |
| 1.  | 18 maggio 2009    | Torneo Isla Fuerteventura, Fuerteventura                               | Sintetico       | Majoly De Wilde           | Danielle Brown Elizabeth Thomas        | 4–6, 4–6          |
| 2.  | 17 luglio 2010    | ITF Women's Circuit Caceres, Cáceres                                   | Terra rossa     | Kim Grajdek               | Jade Hopper Victoria Larrière          | 5–7, 4–6          |
| 3.  | 10 settembre 2011 | Torneo Internacional Femenino ITF Distrito Vicalvaro, Madrid           | Cemento         | Rocío de la Torre Sánchez | Anna Fitzpatrick Jade Windley          | 6–1, 0–6, [8–10]  |
| 4.  | 24 settembre 2011 | Torneo Internacional Ciudad de Alcorcón, Madrid                        | Cemento         | Rocío de la Torre Sánchez | Evelyn Mayr Julia Mayr                 | 1–6, 4–6          |
| 5.  | 20 aprile 2015    | ITF Women's Circuit Ponta Delgada, Ponta Delgada                       | Cemento         | Olga Parres Azcoitia      | Maria Palhoto Charlotte Römer          | 5–7, 6–3, [0–10]  |
| 6.  | 4 marzo 2016      | ITF Women's Circuit Tarragona, Tarragona                               | Terra rossa     | Olga Sáez Larra           | Irina Maria Bara Aljona Sotnikova      | 5-7, 6-3, [8-10]  |
| 7.  | 27 marzo 2016     | Open du Havre, Le Havre                                                | Terra rossa (i) | Diāna Marcinkēviča        | Bernarda Pera Sabrina Santamaria       | 2-6, 2-6          |
| 8.  | 6 agosto 2016     | Plzen Ladies Open, Plzeň                                               | Terra rossa     | Ema Burgić Bucko          | Katarzyna Kawa Cornelia Lister         | 1-6, 6(6)-7       |
| 9.  | 5 novembre 2016   | ITF Women's Circuit Casablanca, Casablanca                             | Terra rossa     | Julia Stamatova           | Daiana Negreanu Oana Georgeta Simion   | 7-5, 5-7, [10-12] |
| 10. | 25 novembre 2017  | Open Ciudad de Valencia, Valencia                                      | Terra rossa     | Andrea Gámiz              | Cristina Bucșa Jana Sizikova           | 6(1)-7, 6(5)-7    |
| 11. | 19 maggio 2019    | Torneig Internacional de Tennis Femení Solgironès, La Bisbal d'Empordà | Terra rossa     | Dalma Gálfi               | Arina Rodionova Storm Sanders          | 4–6, 4–6          |
| 12. | 11 agosto 2019    | Hechingen Ladies Open, Hechingen                                       | Terra rossa     | Olga Danilović            | Cristina Dinu Lina Ǵorčeska            | 6-4, 5-7, [7-10]  |
| 13. | 14 dicembre 2019  | Al Habtoor Tennis Challenge, Dubai                                     | Cemento         | Sara Sorribes Tormo       | Lucie Hradecká Andreja Klepač          | 5–7, 6–3, [8–10]  |
| 14. | 11 marzo 2023     | Ilana Kloss International, Pretoria                                    | Cemento         | Tímea Babos               | Emina Bektas Lina Glushko              | 3-6, 6-4, [11-13] |
| 15. | 1º aprile 2023    | Kofu Open Tennis, Kōfu                                                 | Cemento         | Eri Hozumi                | Han Na-lae Jang Su-jeong               | 0-6, 4-6          |
| 16. | 19 maggio 2023    | WTA Monzon Conchita Martinez, Monzón                                   | Cemento         | Laura García Astudillo    | Gabriella Da Silva-Fick Marie Weckerle | 2-6, 1-6          |